# Cultura della Scamozzina
La cultura della Scamozzina, prende il nome dalla necropoli rinvenuta alla Cascina Scamozzina di Albairate e fu una civiltà dell'Italia preistorica che si sviluppò tra la fine della media e l'inizio della tarda Età del bronzo, tra il XIV ed il XIII secolo a.C., in Lombardia occidentale ed in Piemonte.
Essa si sviluppa all'interno di un'area che viene definita come genericamente Ligure e precede ed introduce i temi che saranno poi specifici della successiva cultura proto-celtica di Canegrate.
Tra le testimonianze di questa cultura vi è la tomba a cremazione, risalente all'inizio della tarda Età del bronzo (XIII secolo a.C.), trovata a Guado di Gugnano frazione di Casaletto Lodigiano, nel febbraio del 1876, durante i lavori di livellamento in un campo nei pressi del Lisone. 
Con la cultura della Scamozzina, ben distinta dalla coeva cultura terramaricola, si afferma il rito funebre della cremazione, elemento culturale unificante perché sottintende una comune concezione della morte, in cui il fuoco assume un ruolo centrale, con deposizione nell'urna, insieme alle ossa combuste, di un corredo di oggetti ornamentali.
Uno dei motivi preferiti nella decorazione della ceramica è quello di due fasce di triangoli tratteggiati disposti con il vertice contrapposto in modo da formare a risparmio una banda a zig-zag. Caratteristico è, inoltre, il diffondersi della decorazione con la tecnica della finta cordicella.
Il diffondersi della cremazione con urne accompagnate da corredo fin dalla fase più recente della media Età del bronzo è un fenomeno che appare precocemente nell'Italia nord-occidentale, precedendo non solo altre regioni italiane ma anche buona parte dell'Europa che conoscerà un simile sviluppo solo a partire dalla fase più antica della Cultura dei campi di urne.
Si suppone che le abitazioni di questa cultura fossero fabbricate in legno, paglia ed argilla.